# Flavio Cobolli
Flavio Cobolli (* 6. května 2002 Florencie) je italský profesionální tenista. Ve své dosavadní kariéře na okruhu ATP Tour vyhrál dva singlové turnaje. Na challengerech ATP a okruhu ITF získal tři tituly ve dvouhře.
Na žebříčku ATP byl ve dvouhře nejvýše klasifikován v červnu 2025 na 24. místě a ve čtyřhře v témže měsíci na 187. místě. Trénuje ho otec Stefano Cobolli.
V juniorském tenise si po boku Švýcara Dominica Strickera zahrál dvě finále čtyřhry na French Open. V roce 2019 skončili jako poražení finalisté a ročník 2020 ovládli po výhře nad Brazilci Brunem Oliveirou a Natanem Rodriguesem. Na juniorském kombinovaném žebříčku ITF figuroval nejvýše během ledna 2020 na 8. místě.

## Tenisová kariéra
Na okruhu ATP Tour debutoval v 19 letech květnovým Emilia-Romagna Open 2021 v Parmě. Jako 429. hráči žebříčku mu organizátoři udělili divokou kartu. První výhry dosáhl nad americkou světovou dvaadevadesátkou Marcosem Gironem po třísetové bitvě. Závěrečné dvě sady získal v tiebreacích a v utkání odvrátil tři mečboly. Následně podlehl čtvrtému nasazenému Janu-Lennardu Struffovi z páté desítky klasifikace, když o postupu Němce rozhodla opět až rozhodující zkrácená hra. V lednu 2022 premiérově figuroval v Top 200, na 199. místě. První challengerový titul si odvezl z březnového Zadar Open 2022 po finálové výhře nad Polákem Danielem Michalskim ze čtvrté světové stovky. Bodový zisk jej katapultoval do Top 150.

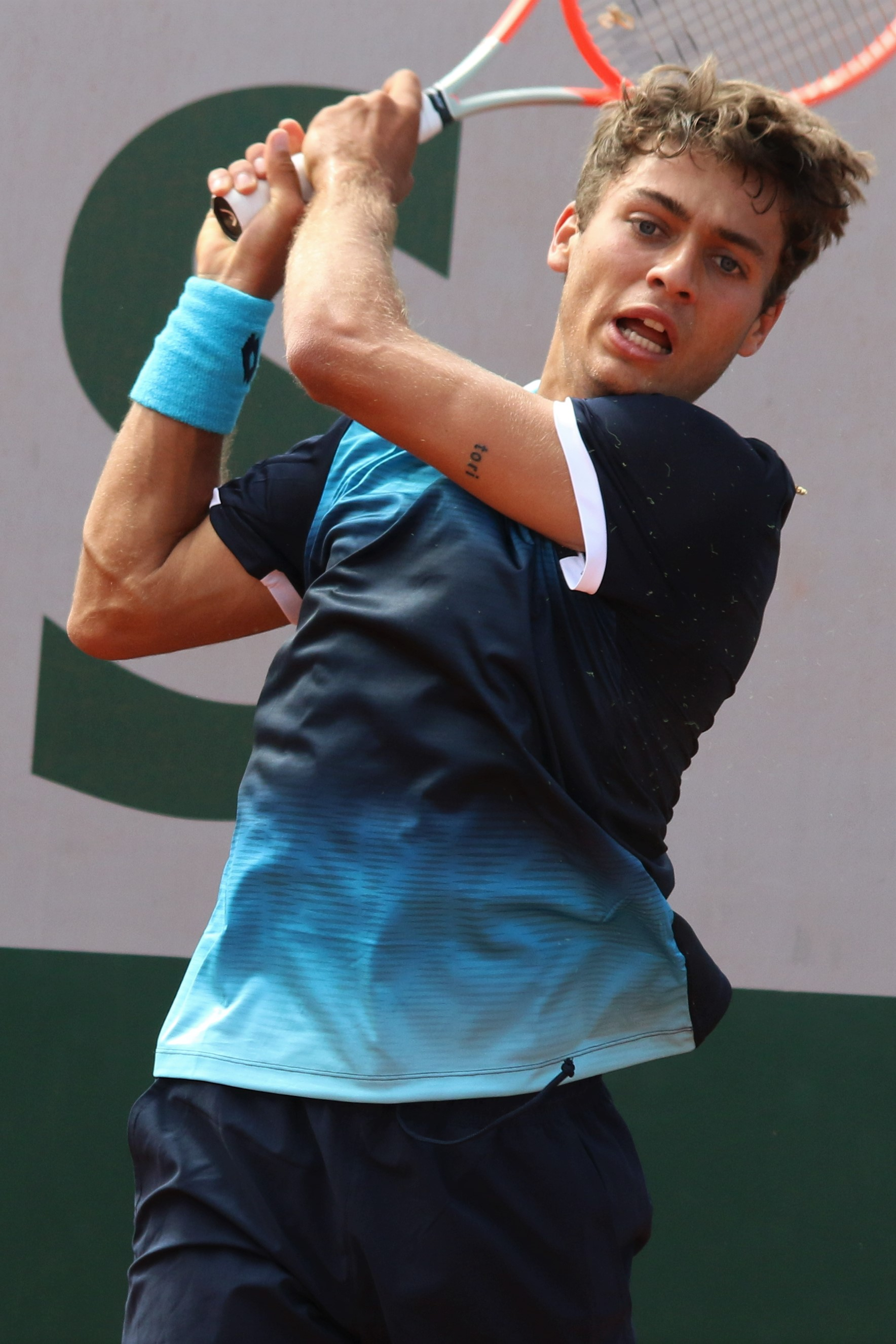
Bekhend v kvalifikaci French Open 2022

V sérii Masters debutoval po zisku divokých karet do dvouhry i čtyřhry římského Internazionali BNL d'Italia 2022. V singlové soutěži mu časnou porážku přivodil Američan ze čtvrté desítky Jenson Brooksby. Úvodní kolo nepřešel ani v deblové polovině po boku Francesca Fortiho. Na mnichovském BMW Open 2023 se poprvé probojoval do čtvrtfinále na okruhu ATP. Do hlavní soutěže prošel z kvalifikace, v níž vyřadil české hráče z třetí stovky klasifikace Lukáše Rosola a Zdeňka Koláře. Ve dvouhře pak zdolal Australana Jordana Thompsona a Němce Oscara Otteho, než jej zastavil osmdesátý druhý muž pořadí Christopher O'Connell po třísetovém průběhu.
Do hlavní grandslamové soutěže poprvé zasáhl v singlu French Open 2023 po zvládnuté tříkolové kvalifikaci. V úvodním kole však nenašel recept na španělskou světovou jedničku Carlose Alcaraze. V říjnu 2023 si zahrál druhé a třetí finále na challengerech. Lisabonský Lisboa Belém Open ovládl po závěrečném triumfu nad Libanoncem Benjaminem Hassanem. O dva týdny později prošel přes Slováka Alexe Molčana do souboje o titul v italské Olbii. V něm však podlehl Francouzi Kyrianu Jacquetovi. Po skončení debutoval v elitní stovce žebříčku ATP, když se 23. října 2023 posunul ze 106. na 95. místo. Kvalifikoval se tak na prosincový Next Generation ATP Finals 2023 v Džiddě pro osm nejlepších tenistů sezóny do 21 let. Na turnaji nepostoupil ze čtyřčlenné skupiny, když jediné výhry dosáhl nad Švýcarem Dominicem Strickerem.
Při premiérové účasti na melbournském majoru, Australian Open 2024, vyhrál první zápasy na grandslamu. V pětisetovém maratonu nejdříve, jako stý hráč žebříčku, porazil chilskou světovou osmnáctku Nicoláse Jarryho, čímž dosáhl debutové výhry nad členem Top 20 a druhé výhry nad příslušníkem Top 50. Ve druhém kole zdolal o dvě příčky níže postaveného Pavla Kotova, než jej zastavila australská světová desítka Alex de Minaur. Do prvního finále v rámci okruhu ATP se probojoval na washingtonském Mubadala Citi DC Open 2024, hraném v kategorii ATP 500. Ve třetím kole odvrátil pět mečbolů Alejandru Davidovichovi Fokinovi. Do finále pak prošel přes patnáctého nasazeného Alexe Michelsena a turnajovou dvojku Bena Sheltona. V souboji o titul nestačil na třetího Američana v řadě, světovou dvaadvacítku  Sebastiana Kordu, přestože získal úvodní set. Ve zbylých dvou však uhrál už jen dva gamy. Po skončení se posunul o patnáct příček výše. Ve vydání žebříčku z 5. srpna 2024 mu poprvé v kariéře patřilo 33. místo.
První titul na okruhu ATP Tour vybojoval ve 22 letech, když ovládl antukový Țiriac Open 2025 v Bukurešti. Do finále prošel přes bosenskou jedničku Damira Džumhura a v něm zdolal nejvýše nasazeného Argentince Sebastiána Báeze ve dvou setech. Na turnaj přitom přicestoval se šňůrou osmi porážek. Po skončení, na počátku dubna 2025, se vrátil do první světové čtyřicítky.

## Finále na okruhu ATP Tour

### Dvouhra: 3 (2–1)
| Legenda                   |
| ------------------------- |
| Grand Slam (0)            |
| Turnaj mistrů (0)         |
| ATP Tour Masters 1000 (0) |
| ATP Tour 500 (1–1)        |
| ATP Tour 250 (1–0)        |

| Finále podle povrchu |
| -------------------- |
| tvrdý (0–1)          |
| antuka (2–0)         |
| tráva (0–0)          |

| Finále podle místa |
| ------------------ |
| venku (2–1)        |
| hala (0–0)         |

| Stav      | č. | datum       | turnaj                          | kategorie | povrch | soupeř ve finále | výsledek      |
| --------- | -- | ----------- | ------------------------------- | --------- | ------ | ---------------- | ------------- |
| Finalista | 1. | srpen 2024  | Washington, D.C., Spojené státy | ATP 500   | tvrdý  | Sebastian Korda  | 6–4, 2–6, 0–6 |
| Vítěz     | 1. | duben 2025  | Bukurešť, Rumunsko              | ATP 250   | antuka | Sebastián Báez   | 6–4, 6–4      |
| Vítěz     | 2. | květen 2025 | Hamburk, Německo                | ATP 500   | antuka | Andrej Rubljov   | 6–2, 6–4      |

## Tituly na challengerech ATP a okruhu ITF

### Dvouhra (3 tituly)
| Legenda         |
| --------------- |
| Challengery (2) |
| ITF (1)         |

| Č. | datum       | turnaj               | povrch | poražený finalista     | výsledek      |
| -- | ----------- | -------------------- | ------ | ---------------------- | ------------- |
| 1. | duben 2021  | Antalya, Turecko     | antuka | Dragoș Nicolae Mădăraș | 0–6, 6–3, 6–3 |
| 2. | březen 2022 | Zadar, Chorvatsko    | antuka | Daniel Michalski       | 6–4, 6–2      |
| 3. | říjen 2023  | Lisabon, Portugalsko | tvrdý  | Benjamin Hassan        | 7–5, 7–5      |

## Finále na juniorském Grand Slamu

### Čtyřhra juniorů: 2 (1–1)
| Stav      | rok  | turnaj      | povrch | spoluhráč        | soupeři ve finále                                   | výsledek      |
| --------- | ---- | ----------- | ------ | ---------------- | --------------------------------------------------- | ------------- |
| Finalista | 2019 | French Open | antuka | Dominic Stricker | Matheus Pucinelli de Almeida Thiago Agustín Tirante | 6–7(3–7), 4–6 |
| Vítěz     | 2020 | French Open | antuka | Dominic Stricker | Bruno Oliveira Natan Rodrigues                      | 6–2, 6–4      |